# Limosina piscina
Limosina piscina är en tvåvingeart som först beskrevs av Richards 1938.  Limosina piscina ingår i släktet Limosina och familjen hoppflugor. Inga underarter finns listade i Catalogue of Life.